# Alejandro Mancuso
Alejandro Víctor Mancuso (Ciudadela, 1968. szeptember 4. –) argentin válogatott labdarúgó.

## Pályafutása

### Klubcsapatban
Pályafutását 1988-ban kezdte a Ferro Carril Oeste csapatában. 1989 és 1993 között a Vélez Sarsfield játékosa volt. 1993-ban a Boca Juniors igazolta le, ahol két évig játszott. 1995-ben Brazíliába igazolt a SE Palmeiras csapatához. 1996-ban a CR Flamengo szerződtette, mellyel megnyerte a Carioca állami bajnokságot. Ezt követően játszott egy kis ideig a Santa Cruzban, majd visszatért Argentínába az Independientehez. A pályafutása vége felé szerepelt a spanyol Badajozban, majd ismét megfordult a Santa Cruzban és játszott az uruguayi Bella Vistában is. Utóbbi csapattóból vonult vissza 2000-ben.

### A válogatottban
1992 és 1994 között 10 alkalommal játszott az argentin válogatottban. Részt vett az 1994-es világbajnokságon. Tagja volt az 1993-as Copa Américán győztes csapat keretének is.

## Sikerei, díjai

### Játékosként
Flamengo
- Carioca bajnok (1): 1996
- Copa de Oro (1): 1996

Argentína
- Copa América (1): 1993
- Artemio Franchi-trófea (1): 1993

## Külső hivatkozások
- Alejandro Mancuso adatlapja a National-Football-Teams.com oldalon (angolul)

- Alejandro Mancuso (francia, angol nyelven). FootballDatabase.eu